# (373) Melusina
(373) Melusina – planetoida z pasa głównego asteroid okrążająca Słońce w ciągu 5 lat i 181 dni w średniej odległości 3,11 j.a. Została odkryta 15 września 1893 roku w Observatoire de Nice w Nicei przez Auguste Charloisa. Nazwa planetoidy pochodzi od Meluzyny, postaci ze starofrancuskiego folkloru, pół-kobiety, pół-węża. Przed jej nadaniem planetoida nosiła oznaczenie tymczasowe (373) 1893 AJ.